# Sandefjord (Südgeorgien)
Der Sandefjord ist eine Bucht an der Südgeorgiens. Sie liegt unmittelbar westlich der Newark Bay.
Der Name der Bucht ist seit langem etabliert und leitet sich vermutlich vom norwegischen Sandefjord ab.